# Super League 2016/17 (Griechenland)
Die Super League 2016/17 war die 81. Spielzeit der höchsten griechischen Spielklasse im Männerfußball sowie die elfte Austragung unter dem Namen Super League. Die Liga bestand wie im Vorjahr aus 16 Mannschaften.
Absteiger waren Panthrakikos und AEL Kallonis, aufgestiegen waren AE Larisa und AO Kerkyra.
Titelverteidiger war Olympiakos Piräus.

## Vereine
| Verein               | Logo                 | Stadt        | Stadion                       | Kapazität |
| -------------------- | -------------------- | ------------ | ----------------------------- | --------- |
| AEK Athen            | AEK Athen            | Athen        | Olympiastadion Athen          | 71.030    |
| Asteras Tripolis     | Asteras              | Tripolis     | Stadio Theodoros Kolokotronis | 07.493    |
| Atromitos Athen      | Atromitos            | Peristeri    | Peristeri-Stadion             | 10.005    |
| Iraklis Thessaloniki | Iraklis Thessaloniki | Thessaloniki | Kaftanzoglio-Stadion          | 28.000    |
| PAS Ioannina         | PAS Ioannina         | Ioannina     | Zosimades-Stadion             | 07.500    |
| Olympiakos Piräus    | Olympiakos           | Piräus       | Karaiskakis-Stadion           | 32.115    |
| Panathinaikos Athen  | Panathinaikos        | Athen        | Apostolos-Nikolaidis-Stadion  | 16.003    |
| Panetolikos          |                      | Agrinio      | Panetolikos Stadion           | 06.000    |
| PAOK Thessaloniki    | PAOK                 | Thessaloniki | Toumba-Stadion                | 28.703    |
| Skoda Xanthi         |                      | Xanthi       | Skoda Xanthi Arena            | 07.244    |
| AE Larissa           | Larisa               | Larisa       | AEL FC Arena                  | 16.118    |
| Levadiakos           | Levadiakos           | Livadia      | Stadio Livadia                | 08.000    |
| Panionios Athen      | Panionios            | Nea Smyrni   | Nea-Smyrni-Stadion            | 12.000    |
| AO Kerkyra           | AO Kerkyra           | Kerkyra      | Kérkyras Stadion              | 04.000    |
| AO Platanias         | Platanias            | Platanias    | Perivolia Stadion bei Chania  | 03.700    |
| Veria FC             | Veria                | Veria        | Veria-Stadion                 | 06.350    |

## Hauptrunde
Nach Abschluss der regulären Saison spielten die Teams auf den Plätzen zwei bis fünf um internationale Startplätze. Die zwei Letztplatzierten Vereine hingegen stiegen in die Football League ab.

### Tabelle
| Pl. | Verein                 | Sp. | S  | U  | N  | Tore    | Diff. | Punkte |
| --- | ---------------------- | --- | -- | -- | -- | ------- | ----- | ------ |
| 1.  | Olympiakos Piräus (M)  | 30  | 21 | 4  | 5  | 057:160 | +41   | 67     |
| 2.  | PAOK Thessaloniki 1    | 30  | 20 | 4  | 6  | 052:190 | +33   | 61     |
| 3.  | Panathinaikos Athen    | 30  | 16 | 9  | 5  | 045:190 | +26   | 57     |
| 4.  | AEK Athen (P)          | 30  | 14 | 11 | 5  | 054:230 | +31   | 53     |
| 5.  | Panionios Athen        | 30  | 15 | 7  | 8  | 035:230 | +12   | 52     |
| 6.  | Skoda Xanthi           | 30  | 13 | 9  | 8  | 034:250 | +9    | 48     |
| 7.  | AO Platanias           | 30  | 11 | 9  | 10 | 034:380 | −4    | 42     |
| 8.  | Atromitos Athen        | 30  | 11 | 6  | 13 | 029:380 | −9    | 39     |
| 9.  | PAS Ioannina           | 30  | 8  | 12 | 10 | 030:370 | −7    | 36     |
| 10. | AO Kerkyra (N)         | 30  | 8  | 8  | 14 | 022:430 | −21   | 32     |
| 11. | Panetolikos            | 30  | 8  | 7  | 15 | 029:400 | −11   | 31     |
| 12. | Asteras Tripolis       | 30  | 6  | 10 | 14 | 032:490 | −17   | 28     |
| 13. | AE Larissa (N)         | 30  | 6  | 10 | 14 | 023:400 | −17   | 28     |
| 14. | Levadiakos             | 30  | 6  | 8  | 16 | 027:490 | −22   | 26     |
| 15. | Veria FC               | 30  | 5  | 7  | 18 | 023:560 | −33   | 22     |
| 16. | Iraklis Thessaloniki 2 | 30  | 6  | 11 | 13 | 028:390 | −11   | 29     |

Platzierungskriterien: 1. Punkte – 2. Direkter Vergleich (Punkte, Tordifferenz, geschossene Tore) – 3. Tordifferenz – 4. geschossene Tore

| (M) | amtierender griechischer Meister     |
| (P) | amtierender griechischer Pokalsieger |
| (N) | Neuaufsteiger                        |

### Kreuztabelle
| 2016/17              | AEK Athen | Asteras | Atromitos | Iraklis Thessaloniki | AO Kerkyra | AE Larisa | Levadiakos | Olympiakos | Panathinaikos |     | Panionios | PAOK | PAS | Platanias | Veria |     |
| -------------------- | --------- | ------- | --------- | -------------------- | ---------- | --------- | ---------- | ---------- | ------------- | --- | --------- | ---- | --- | --------- | ----- | --- |
| AEK Athen            |           | 2:0     | 2:2       | 0:0                  | 5:0        | 3:0       | 4:0        | 1:0        | 2:3           | 0:0 | 0:0       | 3:0  | 1:1 | 3:0       | 6:0   | 4:1 |
| Asteras Tripolis     | 3:2       |         | 0:1       | 2:2                  | 1:2        | 1:1       | 1:0        | 0:0        | 0:5           | 4:1 | 1:1       | 1:2  | 1:1 | 2:0       | 0:0   | 0:0 |
| Atromitos Athen      | 0:1       | 1:0     |           | 1:0                  | 1:4        | 0:0       | 2:0        | 0:1        | 0:1           | 0:2 | 1:2       | 0:2  | 1:1 | 4:1       | 1:0   | 2:1 |
| Iraklis Thessaloniki | 2:2       | 1:1     | 1:2       |                      | 0:0        | 1:1       | 1:0        | 1:2        | 1:1           | 2:1 | 1:2       | 1:1  | 2:1 | 1:1       | 1:1   | 0:1 |
| AO Kerkyra           | 1:1       | 2:0     | 1:1       | 0:3                  |            | 2:0       | 1:0        | 0:2        | 1:1           | 0:0 | 1:0       | 0:5  | 0:1 | 0:1       | 2:0   | 1:0 |
| AE Larisa            | 1:2       | 1:4     | 1:2       | 2:2                  | 1:1        |           | 2:1        | 1:0        | 0:0           | 1:0 | 2:0       | 0:2  | 1:1 | 0:0       | 2:1   | 1:0 |
| Levadiakos           | 0:2       | 1:1     | 1:1       | 3:0                  | 2:1        | 1:1       |            | 1:1        | 0:3           | 2:1 | 1:4       | 0:1  | 2:1 | 1:2       | 3:1   | 1:1 |
| Olympiakos Piräus    | 3:0       | 2:1     | 2:0       | 3:0                  | 0:0        | 2:0       | 4:0        |            | 3:0           | 3:1 | 0:1       | 2:1  | 5:0 | 2:1       | 6:1   | 2:0 |
| Panathinaikos Athen  | 0:0       | 3:1     | 1:0       | 2:0                  | 1:0        | 2:0       | 0:0        | 1:0        |               | 4:0 | 1:0       | 1:0  | 4:0 | 2:1       | 5:0   | 1:2 |
| Panetolikos          | 3:2       | 1:1     | 2:0       | 2:0                  | 4:0        | 2:1       | 2:0        | 0:2        | 0:0           |     | 0:2       | 0:1  | 1:2 | 1:2       | 1:0   | 2:3 |
| Panionios Athen      | 1:1       | 3:0     | 2:1       | 1:0                  | 1:0        | 1:0       | 1:3        | 0:2        | 1:1           | 2:0 |           | 1:0  | 1:1 | 1:1       | 1:2   | 2:0 |
| PAOK Thessaloniki    | 1:0       | 3:2     | 3:4       | 1:0                  | 5:1        | 2:0       | 3:0        | 2:0        | 3:0           | 2:1 | 1:0       |      | 0:1 | 3:0       | 4:0   | 0:0 |
| PAS Ioannina         | 1:1       | 1:2     | 3:0       | 1:2                  | 1:0        | 4:0       | 0:0        | 0:2        | 1:1           | 0:0 | 1:0       | 0:1  |     | 0:0       | 2:0   | 1:1 |
| AO Platanias         | 0:2       | 3:0     | 3:0       | 1:0                  | 2:1        | 3:2       | 3:2        | 2:2        | 1:0           | 0:0 | 1:1       | 1:3  | 3:3 |           | 1:0   | 0:1 |
| Veria FC             | 0:2       | 4:3     | 0:1       | 0:2                  | 4:0        | 1:1       | 2:0        | 1:2        | 1:1           | 1:1 | 0:1       | 0:0  | 3:0 | 0:0       |       | 0:4 |
| Skoda Xanthi         | 0:0       | 3:1     | 0:0       | 3:1                  | 0:0        | 1:0       | 2:2        | 0:2        | 1:0           | 3:0 | 0:2       | 0:0  | 2:0 | 1:0       | 3:0   |     |

## Play-offs
Die Mannschaften auf den Plätzen zwei bis fünf der Hauptrunde erreichten die Play-offs, in denen die drei weiteren Teilnehmer an internationalen Wettbewerben ausgespielt wurden. Dabei erhielten die Vereine, die in der regulären Saison die Plätze zwei bis vier belegt haben, einen Punktevorsprung im Ausmaß von 1/5 des Punktevorsprungs auf den Fünften der regulären Saison (mit kaufmännischer Rundung). Jeder spielte gegen jeden ein Hin- und Rückspiel, sodass jeweils sechs Partien ausgetragen wurden.

### Tabelle
| Pl. | Verein                | Sp. | S | U | N | Tore    | Diff. | Punkte | Bonus | Gesamt |
| --- | --------------------- | --- | - | - | - | ------- | ----- | ------ | ----- | ------ |
| 1.  | AEK Athen             | 6   | 4 | 0 | 2 | 005:300 | +2    | 12     | 0     | 12     |
| 2.  | PAOK Thessaloniki     | 6   | 3 | 0 | 3 | 007:500 | +2    | 09     | 2     | 11     |
| 3.  | Panathinaikos Athen 1 | 6   | 3 | 1 | 2 | 006:700 | −1    | 07     | 1     | 8      |
| 4.  | Panionios Athen       | 6   | 1 | 1 | 4 | 003:600 | −3    | 04     | 0     | 4      |

### Kreuztabelle
| 2016/17             | AEK Athen | Panathinaikos | Panionios | PAOK |
| ------------------- | --------- | ------------- | --------- | ---- |
| AEK Athen           |           | 1:0           | 0:1       | 1:0  |
| Panathinaikos Athen | 1:0       |               | 1:0       | 0:3  |
| Panionios Athen     | 1:2       | 1:1           |           | 0:1  |
| PAOK Thessaloniki   | 0:1       | 2:3           | 1:0       |      |

## Die Meistermannschaft von Olympiakos Piräus
| Olympiakos Piräus | |
| Olympiakos Piräus | - Tor: Stefanos Kapino (18/–); Nicola Leali (13/–) - Abwehr: Diogo Figueiras (24/1); Alberto de la Bella (20/2); Alberto Botía (20/2); Panagiotis Retsos (18/–); Manuel da Costa (17/2); Bruno Viana (17/1); Juan Carlos Paredes (4/–); Aly Cissokho (3/–); Dimitrios Nikolaou (2/–) - Mittelfeld: Konstantinos Fortounis (25/6); André Martins (24/1); Thanasis Androutsos (17/1); Marko Marin (14/4); Esteban Cambiasso (14/–); Alejandro Domínguez (11/3); Alaixys Romao (11/1); Andreas Bouchalakis (8/–) - Sturm: Sebá (26/3); Tarik Elyounoussi (23/4); Óscar Cardozo (22/3); Georgios Manthatis (11/1); Karim Ansarifard (9/1) - Trainer: Paulo Bento / Takis Lemonis |

* Brown Ideye (20/13), Luka Milivojević (17/6), Felipe Pardo (7/–), Omar Elabdellaoui (2/–), Gonçalo Paciência (1/–) und Kostas Tsimikas (1/–) haben den Verein während der Saison verlassen.